# Reprezentacja Szwajcarii na Mistrzostwach Świata w Narciarstwie Klasycznym 2005
Reprezentacja Szwajcarii na Mistrzostwach Świata w Narciarstwie Klasycznym 2005 w Oberstdorfie liczyła 20 sportowców, w tym 4 kobiety i 16 mężczyzn. W reprezentacji znalazło się 12 biegaczy narciarskich, czterech kombinatorów norweskich i czterech skoczków narciarskich. 
Szwajcarscy zawodnicy wystartowali w szesnastu konkurencjach, ale nie zdobyli żadnego medalu. Najwyższe miejsce zajął zespół szwajcarskich kombinatorów norweskich, który w konkursie drużynowym zajął szóste miejsce. Najlepszy indywidualny start reprezentanta Szwajcarii to dwunaste miejsce Laurence Rochat w biegu kobiet na 30 kilometrów.

## Wyniki

### Biegi narciarskie

#### Mężczyźni
Sprint
- Christoph Eigenmann - 29. miejsce
- Peter von Allmen - 44. miejsce

15 km stylem dowolnym
- Remo Fischer - 16. miejsce
- Toni Livers - 21. miejsce
- Gion Andrea Bundi - 43. miejsce
- Christian Stebler - 51. miejsce

Bieg pościgowy 2x15 km
- Gion Andrea Bundi - 26. miejsce
- Christian Stebler - 41. miejsce
- Remo Fischer - 46. miejsce

Sztafeta 4x10 km
- Beat Koch, Reto Burgermeister, Gion Andrea Bundi, Remo Fischer - 15. miejsce

#### Kobiety
Sprint
- Seraina Mischol - 33. miejsce

10 km stylem dowolnym
- Natascia Leonardi Cortesi - 16. miejsce
- Laurence Rochat - 27. miejsce
- Seraina Mischol - 38. miejsce
- Doris Trachsel - 47. miejsce

Bieg pościgowy 2x7,5 km
- Laurence Rochat - nie ukończyła

Sztafeta 4x5 km
- Seraina Mischol, Laurence Rochat, Doris Trachsel, Natascia Leonardi Cortesi - 11. miejsce

30 km stylem klasycznym
- Laurence Rochat - 12. miejsce
- Natascia Leonardi Cortesi - 23. miejsce
- Seraina Mischol - nie wystartowała

### Kombinacja norweska
Gundersen HS 100 / 15 km
- Andreas Hurschler - 19. miejsce
- Ronny Heer - 28. miejsce
- Jan Schmid - 29. miejsce
- Ivan Rieder - 31. miejsce

Konkurs drużynowy (HS 137 + 4 x 5 km)
- Andreas Hurschler, Ronny Heer, Jan Schmid, Ivan Rieder - 6. miejsce

Sprint (7,5 km + HS 137)
- Andreas Hurschler - 22. miejsce
- Ronny Heer - 31. miejsce
- Jan Schmid - 32. miejsce
- Ivan Rieder - 38. miejsce

### Skoki narciarskie
Konkurs indywidualny na skoczni HS 100
- Andreas Küttel - 20. miejsce
- Michael Möllinger - 35. miejsce
- Simon Ammann - 44. miejsce

Konkurs indywidualny na skoczni HS 137
- Andreas Küttel - 18. miejsce
- Simon Ammann - 27. miejsce
- Michael Möllinger - 34. miejsce
- Marco Steinauer - 46. miejsce

Konkurs drużynowy na skoczni HS 100
- Michael Möllinger, Simon Ammann, Marco Steinauer, Andreas Küttel - 8. miejsce

Konkurs drużynowy na skoczni HS 137
- Andreas Küttel, Michael Möllinger, Marco Steinauer, Simon Ammann - 7. miejsce